# Ева Бялоленцька
Ева Бялоленцька (пол. Ewa Białołęcka, 14 грудня 1967, Ельблонг) — польська письменниця-фантастка та перекладач, а також художник-оформлювач.

## Біографія
Ева Бялоленцька народилась у Ельблонгу, де й закінчила середню школу. Ще з дитинства вона захопилась читанням літератури, а в старшому шкільному віці стала шанувальником фантастики. Майбутня письменниця отримала педагогічну освіту, а також стала членом клубу шанувальників фантастики «Фремен», у якому й розпочала свої перші літературні спроби. Після закінчення вишу Ева Бялоленцька працювала в дитячому садку, пізніше вийшла заміж за знайомого по клубу шанувальників фантастики, після чого з чоловіком перебралася до Гданська, де й проживає натепер. Після переїзду до Гданська Бялоленцька покинула педагогічну діяльність, та займається літературною, перекладацькою діяльністю, а також малюванням вітражів.

## Літературна діяльність
Ева Бялоленцька перші літературні спроби робила ще в шкільні роки. але серйозною літературною діяльністю зайнялась після того, як стала членом клубу шанувальників фантастики «Фремен». першим опублікованим твором письменниці стало оповідання «Навіжена» (пол. Wariatka), опубліковане в журналі «Feniks» у 1993 році. Першою книгою письменниці стала збірка оповідань «Ткач ілюзії» (пол. Tkacz iluzji), яка вийшла друком у 1997 році. На основі цієї збірки Бялоленцька пізніше створила роман «Позначені блакиттю» (пол. Naznaczeni błękitem), який розпочав цикл її творів «Хроніки Довгого Кола» (пол. Kroniki Drugiego Kręgu). У 2002 році вийшов наступний роман із цього циклу «Камінь на вершині» (пол. Kamień na szczycie), а в 2003 році ще один роман із цього циклу «Полин і мед» (пол. Piołun i miód). У 2006 році вийшла збірка оповідань письменниці «Троянда Селербергу» (пол. Róża Selerbergu). У 2008 році вийшов друком роман письменниці «Wiedźma.com.pl», який не входить до складу «Хронік Довгого Кола». У 2012 році вийшов друком наразі останній роман циклу «Час злих байок» (пол. Czas złych baśni). Більшість творів письменниці написані в жанрі героїчного фентезі, зокрема роман «Позначені блакиттю» дещо нагадує сюжет циклу творів про Гаррі Поттера, оскільки в ньому розповідається про долю трьох хлопців. які потрапили на навчання до школи магів. Роман «Wiedźma.com.pl» оповідає про пригоди самотньої жінки, яка одного разу отримала таємничий спадок. Ева Бялоленцька також займається перекладами з російської мови творів російських, латвійських та українських письменників, зокрема Яна Валетова, Елеонори Раткевич, Андрія Бєляніна. Є учасницею літературної групи «Harda Horda». 

## Премії та нагороди
У 1994 році Ева Бялоленцька уперше стала лауреатом Меморіальної премії імені Януша Зайделя за оповідання «Ткач ілюзій» (пол. Tkacz iluzji). У 1995 році за це ж оповідання письменниця отримала премію «Сфінкс». У 1997 році письменниця вдруге отримала премію імені Зайделя за оповідання «Небеса мага» (пол. Błękit maga). У 1997 році Ева Бялоленцька також стала лауреатом премії «Шльонкфа» як творець року.

## Переклади
Твори Еви Бялоленцької перекладені англійською, чеською, словацькою, литовською та російською мовами.

## Особисте життя
Ева Бялоленцька одружена. Вона є великою шанувальницею котів, а також колекціонує старовинні видання дитячої літератури.

### Романи
- Камінь на вершині (пол. Kamień na szczycie, 2002)
- Полин і мед (пол. Piołun i miód, 2003)
- Позначені блакиттю (пол. Naznaczeni błękitem, 2005)
- Wiedźma.com.pl (2008)
- Час злих байок (пол. Czas złych baśni, 2012)

### Збірки оповідань
- Ткач ілюзії (пол. Tkacz Iluzji, 1997)
- Троянда Селербергу (пол. Róża Selerbergu, 2006)